# Sturmgeschütz-Brigade 244
De Sturmgeschütz-Abteilung 244 / Sturmgeschütz-Brigade 244 / Heeres-Sturmgeschütz-Brigade 244 was tijdens de Tweede Wereldoorlog een Duitse Sturmgeschütz-eenheid van de Wehrmacht ter grootte van een afdeling, uitgerust met gemechaniseerd geschut. Deze eenheid was een zogenaamde Heerestruppe, d.w.z. niet direct toegewezen aan een divisie, maar ressorterend onder een hoger commando, zoals een legerkorps of leger.
Deze Sturmgeschütz-eenheid kwam in actie aan het oostfront en werd vernietigd in Stalingrad. Na heroprichting ging de eenheid terug naar het oostfront en werd in de zomer van 1944 opnieuw vernietigd. Na een tweede heroprichting volgde een inzet aan het westfront, in Nederland en in de Ardennen en eindigend in de Ruhrkessel.

## Krijgsgeschiedenis

### Sturmgeschütz-Abteilung 244

#### Eerste oprichting
Sturmgeschütz-Abteilung 244 werd opgericht in Jüterbog op 13 juni 1941. Al in juli 1941 werd de Abteilung naar het oostfront getransporteerd, waar deze 6 juli aankwam. Na acties bij Novograd-Volynsky en Zjytomyr doorbrak de Abteilung de Stalin-linie en stootte via Korosten naar de Dnjepr. Daarna volgden de omsingelingsslag bij kiev en de overgang over de Desna. Daarna nam de Abteilung deel aan de Eerste Slag om Charkov. In de winter 1941/42 kwam het tot gevechten rond Charkov en aan de Donets. Op 13 mei 1942 werd de Abteilung onder bevel gebracht van de 113e Infanteriedivisie en samen vochten ze in de Tweede Slag om Charkov. Tijdens het Duitse zomeroffensief van 1942 vocht de Abteilung in de bocht van de Don en nam deel aan de opmars naar Stalingrad. Bij de “Tartarenwal” en bij de “Rode Oktober” staalfabriek leed de Abteilung zware verliezen. De Abteilung had ook in Stalingrad een zestal van de nieuwe StuIG 33 B’s in gebruik. Door het Sovjet-offensief Operatie Uranus werd de Abteilung ingesloten in de zak van Stalingrad.
De Sturmgeschütz-Abteilung 244 werd tegen eind januari 1943 in Stalingrad vernietigd.

#### Tweede oprichting
Sturmgeschütz-Abteilung 244 werd heropgericht in Jüterbog op 27 maart 1943 en nam o.a. het personeel van Sturmgeschütz-Batterie 395 over. De Abteilung werd daarna weer teruggestuurd naar het oostfront en werd onder bevel gebracht van het 9e Leger en nam daarmee in juli 1943 deel aan de Slag om Koersk en in september 1943 deel aan de terugtocht naar de Desna zuidelijk van Brjansk. De volgende maand kwam het tot gevechten in het bruggenhoofd Gomel en in december zuidelijk van Zjlobin. Medio januari 1944 begonnen de gevechten tussen de Pripjatmoerassen en de Berezina.
Op 14 februari 1944 werd de Abteilung in omgedoopt in Sturmgeschütz-Brigade 244.

### Sturmgeschütz-Brigade 244
De omdoping in Sturmgeschütz-Brigade betekende echter geen organisatorische verandering, de samenstelling bleef gelijk. De brigade bleef in dit gebied bij Zjlobin, deels onder het 41e Pantserkorps maar meest onder het 35e Legerkorps tot juni 1944.
Op 10 juni 1944 werd de brigade omgedoopt in Heeres-Sturmgeschütz-Brigade 244.

### Heeres-Sturmgeschütz-Brigade 244
Ook nu betekende de omdoping geen organisatorische verandering, de samenstelling bleef opnieuw gelijk. Toen op 24 juni 1944 in dit gebied Operatie Bagration startte en er een omsingeling van Bobroejsk plaatsvond, ging ook de brigade ten onder en werd vrijwel volledig vernietigd tegen 27 juni 1944.

#### Derde oprichting
Heeres-Sturmgeschütz-Brigade 244 werd eind zomer 1944 heropgericht in Burg uit resten van de brigade. Ook de 3e Batterij van de opgeheven Heeres-Sturmgeschütz-Brigade 189 werd mee opgenomen. Op 29 september kreeg de brigade bevel op transport te gaan naar Nederland, maar pas op 16-20 oktober 1944 kwam de eenheid aan in Dordrecht. Meteen ging het door naar Roosendaal, waar de brigade onder bevel kwam van Kampfgruppe Chill. De brigade nam daar deel aan de gevechten om Roosendaal (waarbij een Sturmgeschütz in totaal 11 Churchill’s van het 9th Royal Tank Regiment uitschakelde), bij Breda en het Moerdijk-bruggenhoofd tot 9 november 1944. Op 22 november 1944 werd de brigade toegewezen aan het 86e Legerkorps rond Wezel. Vervolgens werd deelgenomen aan het Ardennenoffensief als onderdeel van het 66e Legerkorps. Hier werd deelgenomen aan de omsingeling van twee regimenten van de 106e US Infanteriedivisie en de verovering van Sankt Vith, beide als steun aan de 18e Volksgrenadierdivisie. Tijdens het hele offensief slaagde de brigade erin 54 Amerikaanse tanks uit te schakelen ten koste van twee eigen verliezen. Na het mislukken van dit offensief was de brigade nog in actie bij Düren, Aken en Keulen. De brigade werd in april ingesloten in de Ruhrkessel.

### Einde
De Heeres-Sturmgeschütz-Brigade 244 ontbond zichzelf op 14 april 1945 bij Cronenberg en gaf zich over aan Amerikaanse troepen.

## Samenstelling
- Staf
- 1e Batterij
- 2e Batterij
- 3e Batterij

## Commandanten
| Rang                                | Naam                 | Begin           | Eind              |
| ----------------------------------- | -------------------- | --------------- | ----------------- |
| Hauptmann Major vanaf ??            | Dr. Paul Gloger      | 8 juni 1941     | 31 januari 1943 † |
| Major                               | Friedrich Großkreutz | 24 maart 1943   | december 1943     |
| Hauptmann                           | Hans Dietrich Rade   | december 1943   | juni 1944         |
| Hauptmann Major vanaf December 1944 | Fritz Jaschke        | 8 augustus 1944 | 1945              |

Major Gloger geldt als vermist op 31 januari 1943 in de Stalingrad pocket, hij verkreeg nog het Ridderkruis en op die vermelding is hij als Oberstleutnant genoemd.